# موجارة شعيرية
موجارة شعيرية (الاسم العلمي: Gerres setifer) (بالإنجليزية: Small Bengal silver-biddy)‏ هي نوع من الأسماك تتبع جنس الموجارة من فصيلة الموجارات.